# Fritz Hellmann (Musiker)
Fritz Hellmann (* 29. April 1862 in Lüneburg; † 21. April 1928 in Halberstadt) war ein deutscher Musiker, Militär-Kapellmeister und Königlich-preußischer Musikdirektor. Er wurde vor allem als Dirigent der Halberstädter Wagner-Festspiele und des Städtischen Theaterorchesters Halberstadt bekannt.

## Leben

### Familie
Fritz Hellmann wurde am 29. April 1862 als Sohn des Trompeter-Corporals beim Hannoverschen Königin-Husaren-Regiment in Lüneburg Friederich Carl Hellmann und dessen Ehefrau Auguste Marie Christiane, geb. Lehmann, geboren und am 17. August 1862 auf die Vornamen Heinrich Friederich Carl getauft.  Am 26. März 1889 heiratete Fritz Hellmann in Dessau Martha Anna Valeska, geb. Seelmann (* 31. Oktober 1861 in Ratibor/Oberschlesien; † 17. Mai 1940 in Halberstadt). Der Vater Friederich Carl Hellmann war später Königlicher Musikdirektor in Magdeburg.

## Werdegang
Fritz Hellmann studierte an der Königlichen akademischen Hochschule für ausübende Tonkunst in Berlin Militärmusik und Geige. Er musizierte bei Sinfoniekonzerten des bekannten Wagner-Dirigenten Hans von Bülow mit.
1883 kam Fritz Hellmann zur Musikkapelle des Infanterie-Regiments Prinz Louis Ferdinand von Preußen (2. Magdeburgisches) Nr. 27 in Magdeburg. 1888 wurde er deren Stabshoboist (= Militär-Kapellmeister), 1903 wurde er zum Musikdirigenten befördert und 1907 zum Königlich-preußischen Musikdirektor ernannt.
Mit dem Standortwechsel des Regiments wurde Halberstadt ab 1893 sein lebenslanger Wirkungsort. Ab 1895 musizierten die 45 Instrumentalisten des Musikkorps des 27. Infanterie-Regiments auch als Orchester bei Musiktheater- und chorsinfonischen Aufführungen in Halberstadt. Der renommierte Komponist und Dirigent Max Bruch zählte Fritz Hellmann »zu den vortrefflichsten und befähigsten Dirigenten«.
Bei der festlichen Einweihung des nach Entwürfen des Architekten Bernhard Sehring erbauten Stadttheaters am 30. November 1905 musizierte Fritz Hellmann mit der auf 60 Musiker verstärkten Militärkapelle des Infanterie-Regiments Nr. 27 das Vorspiel zu den »Meistersingern« von Richard Wagner und tags darauf eine Festvorstellung mit dem »Rheingold«. Auch für die regulären Musiktheateraufführungen bildete künftig das Musikkorps des 27. Infanterie-Regiments das Theaterorchester.
Gemeinsam mit dem seinerzeit berühmten und international gefragten Chirurgen und Gallenblasen-Spezialisten, Mäzen und Wagner-Enthusiasten Prof. Dr. med. Hans Kehr initiierte Fritz Hellmann ab 1903 jährliche Wagner-Festspiele, die Halberstadt zu einem »Klein-Bayreuth« werden ließen. Sie fanden ihren Höhepunkt 1910 mit drei Meistersinger-Aufführungen in Bayreuther Star-Sänger-Besetzung und mit 120 Chorsängern im Stadttheater (darunter eine kostenfreie »Volksaufführung«). Die Kapelle des 27. Infanterie-Regiments wurde dabei durch die Militärkapelle des Hannoverschen Infanterieregiments Nr. 165 unter Leitung von Obermusikmeister Emil Radochla (1867–1928) aus den Standorten Goslar und Quedlinburg mit 40 Instrumentalisten auf 95 Musiker verstärkt.
1914 zogen mit dem 27. Infanterie-Regiment auch Fritz Hellmann und die Militärkapelle mit »klingendem Spiel« in den Ersten Weltkrieg. 1919 erfolgte aus der nach dem Versailler Vertrag aufgelösten Militärkapelle und dem Bad Harzburger Kurorchester heraus die Gründung des Städtischen Orchesters Halberstadt unter MD Florenz Werner (ab 2019: Harzer Sinfoniker). 1920 übernahm Fritz Hellmann die Leitung des Orchesters und mehrerer Halberstädter Chöre.
Sein letztes chorsinfonisches Konzert dirigierte MD Fritz Hellmann zum 100-jährigen Beethoven-Gedenken 1927, als er mit Halberstädter Chören und dem Stadtorchester die »Missa solemnis« aufführte. Zum 1. Todestag 1929 fand ein Gedenkkonzert statt.